# Puchar Panamerykański w Piłce Siatkowej Kobiet 2016
Puchar Panamerykański w Piłce Siatkowej Kobiet – 15. edycja turnieju siatkarskiego kobiet, który trwał od 2 do 10 czerwca 2016 roku. Gospodarzem turnieju była Dominikana, drużyny rywalizowały w Santo Domingo. W turnieju udział brało 12 reprezentacji podzielonych na dwie grupy.

## Drużyny uczestniczące
| Grupa A                                               | Grupa B                                                           |
| ----------------------------------------------------- | ----------------------------------------------------------------- |
| Dominikana Portoryko Kanada Kolumbia Meksyk Wenezuela | Stany Zjednoczone Argentyna Kuba Peru Kostaryka Trynidad i Tobago |

## Faza grupowa

### Grupa A
Tabela
| Lp. | Drużyna    | Mecze | Mecze | Mecze | Pkt | Małe punkty | Małe punkty | Małe punkty | Sety | Sety | Sety   |
| Lp. | Drużyna    | M     | W     | P     | Pkt | zdob.       | str.        | ratio       | wyg. | prz. | ratio  |
| --- | ---------- | ----- | ----- | ----- | --- | ----------- | ----------- | ----------- | ---- | ---- | ------ |
| 1   | Dominikana | 5     | 5     | 0     | 24  | 393         | 291         | 1.351       | 15   | 1    | 15.000 |
| 2   | Portoryko  | 5     | 4     | 1     | 20  | 365         | 291         | 1.254       | 12   | 3    | 4.000  |
| 3   | Kanada     | 5     | 3     | 2     | 13  | 384         | 377         | 1.019       | 9    | 8    | 1.125  |
| 4   | Kolumbia   | 5     | 2     | 3     | 9   | 411         | 445         | 0.924       | 8    | 12   | 0.667  |
| 5   | Wenezuela  | 5     | 1     | 4     | 7   | 337         | 405         | 0.832       | 5    | 12   | 0.417  |
| 6   | Meksyk     | 5     | 0     | 5     | 2   | 328         | 409         | 0.802       | 2    | 12   | 0.167  |

Źródło: NORCECA
Punktacja: 3:0 – 5 pkt, 3:1 – 4 pkt, 3:2 – 3 pkt, 2:3 – 2 pkt, 1:3 – 1 pkt, 0:3 – 0 pkt
Zasady ustalania kolejności: 1. liczba zwycięstw, 2. liczba punktów, 3. stosunek małych punktów, 4. stosunek setów, 5. bilans w bezpośrednich meczach
     awans do półfinałów
     awans do ćwierćfinałów
| Data  | Godz. | Drużyna 1  | Wynik | Drużyna 2 | 1     | 2     | 3     | 4     | 5     | Widzów | * |
| ----- | ----- | ---------- | ----- | --------- | ----- | ----- | ----- | ----- | ----- | ------ | - |
| 02.07 | 14:00 | Kanada     | 3:1   | Kolumbia  | 25:21 | 18:25 | 25:16 | 25:21 |       | 150    |   |
| 02.07 | 18:00 | Portoryko  | 3:0   | Meksyk    | 25:19 | 25:19 | 25:23 |       |       | 2500   |   |
| 02.07 | 20:00 | Dominikana | 3:0   | Wenezuela | 25:16 | 25:11 | 25:16 |       |       | 3000   |   |
| 03.07 | 14:00 | Kolumbia   | 0:3   | Portoryko | 18:25 | 17:25 | 15:25 |       |       | 100    |   |
| 03.07 | 16:00 | Wenezuela  | 1:3   | Kanada    | 25:22 | 20:25 | 29:31 | 21:25 |       | 300    |   |
| 03.07 | 20:00 | Dominikana | 3:0   | Meksyk    | 25:17 | 25:15 | 25:19 |       |       | 4000   |   |
| 04.07 | 14:00 | Meksyk     | 0:3   | Wenezuela | 17:25 | 20:25 | 20:25 |       |       | 305    |   |
| 04.07 | 16:00 | Kanada     | 0:3   | Portoryko | 19:25 | 17:25 | 19:25 |       |       | 300    |   |
| 04.07 | 20:00 | Dominikana | 3:1   | Kolumbia  | 25:13 | 17:25 | 25:18 | 25:18 |       | 4000   |   |
| 05.07 | 14:00 | Portoryko  | 3:0   | Wenezuela | 25:12 | 25:21 | 25:17 |       |       | 302    |   |
| 05.07 | 16:00 | Kolumbia   | 3:2   | Meksyk    | 21:25 | 21:25 | 25:23 | 25:23 | 17:15 | 700    |   |
| 05.07 | 20:00 | Dominikana | 3:0   | Kanada    | 26:24 | 25:21 | 25:13 |       |       | 4500   |   |
| 06.07 | 16:00 | Meksyk     | 0:3   | Kanada    | 16:25 | 18:25 | 14:25 |       |       |        |   |
| 06.07 | 16:00 | Wenezuela  | 1:3   | Kolumbia  | 10:25 | 16:25 | 25:20 | 23:25 |       | 370    |   |
| 06.07 | 20:00 | Dominikana | 3:0   | Portoryko | 25:22 | 25:20 | 25:23 |       |       | 6000   |   |

### Grupa B
Tabela
| Lp. | Drużyna           | Mecze | Mecze | Mecze | Pkt | Małe punkty | Małe punkty | Małe punkty | Sety | Sety | Sety  |
| Lp. | Drużyna           | M     | W     | P     | Pkt | zdob.       | str.        | ratio       | wyg. | prz. | ratio |
| --- | ----------------- | ----- | ----- | ----- | --- | ----------- | ----------- | ----------- | ---- | ---- | ----- |
| 1   | Stany Zjednoczone | 5     | 5     | 0     | 23  | 404         | 293         | 1.379       | 15   | 2    | 7.500 |
| 2   | Kuba              | 5     | 3     | 2     | 18  | 397         | 347         | 1.144       | 12   | 6    | 2.000 |
| 3   | Argentyna         | 5     | 3     | 2     | 16  | 394         | 351         | 1.123       | 11   | 7    | 1.571 |
| 4   | Peru              | 5     | 3     | 2     | 12  | 406         | 369         | 1.100       | 9    | 9    | 1.000 |
| 5   | Trynidad i Tobago | 5     | 1     | 4     | 6   | 292         | 379         | 0.770       | 4    | 12   | 0.333 |
| 6   | Kostaryka         | 5     | 0     | 5     | 0   | 221         | 375         | 0.589       | 0    | 15   | 0.000 |

Źródło: NORCECA
Punktacja: 3:0 – 5 pkt, 3:1 – 4 pkt, 3:2 – 3 pkt, 2:3 – 2 pkt, 1:3 – 1 pkt, 0:3 – 0 pkt
Zasady ustalania kolejności: 1. liczba zwycięstw, 2. liczba punktów, 3. stosunek małych punktów, 4. stosunek setów, 5. bilans w bezpośrednich meczach
     awans do półfinałów
     awans do ćwierćfinałów
| Data  | Godz. | Drużyna 1         | Wynik | Drużyna 2         | 1     | 2     | 3     | 4     | 5     | Widzów | * |
| ----- | ----- | ----------------- | ----- | ----------------- | ----- | ----- | ----- | ----- | ----- | ------ | - |
| 02.07 | 14:00 | Argentyna         | 3:0   | Kostaryka         | 25:10 | 25:17 | 25:15 |       |       | 100    |   |
| 02.07 | 16:00 | Kuba              | 3:0   | Trynidad i Tobago | 25:20 | 25:14 | 25:19 |       |       | 100    |   |
| 02.07 | 16:00 | Stany Zjednoczone | 3:0   | Peru              | 25:20 | 25:19 | 27:25 |       |       | 500    |   |
| 03.07 | 14:00 | Kostaryka         | 0:3   | Kuba              | 9:25  | 8:25  | 18:25 |       |       | 100    |   |
| 03.07 | 16:00 | Trynidad i Tobago | 0:3   | Stany Zjednoczone | 11:25 | 13:25 | 19:25 |       |       | 101    |   |
| 03.07 | 18:00 | Peru              | 3:2   | Argentyna         | 25:16 | 25:19 | 24:26 | 20:25 | 15:11 | 2000   |   |
| 04.07 | 14:00 | Kostaryka         | 0:3   | Peru              | 10:25 | 15:25 | 19:25 |       |       | 100    |   |
| 04.07 | 16:00 | Argentyna         | 3:0   | Trynidad i Tobago | 25:15 | 25:12 | 25:18 |       |       | 250    |   |
| 04.07 | 18:00 | Stany Zjednoczone | 3:2   | Kuba              | 19:25 | 25:20 | 18:25 | 25:15 | 15:7  | 1400   |   |
| 05.07 | 14:00 | Trynidad i Tobago | 1:3   | Peru              | 19:25 | 25:23 | 17:25 | 15:25 |       | 100    |   |
| 05.07 | 16:00 | Kostaryka         | 0:3   | Stany Zjednoczone | 16:25 | 10:25 | 18:25 |       |       | 450    |   |
| 05.07 | 18:00 | Kuba              | 1:3   | Argentyna         | 25:22 | 17:25 | 23:25 | 15:25 |       | 2000   |   |
| 06.07 | 14:00 | Kuba              | 3:0   | Peru              | 25:19 | 25:20 | 25:21 |       |       | 300    |   |
| 06.07 | 14:00 | Trynidad i Tobago | 3:0   | Kostaryka         | 25:19 | 25:14 | 25:23 |       |       | 150    |   |
| 06.07 | 18:00 | Argentyna         | 0:3   | Stany Zjednoczone | 14:25 | 13:25 | 23:25 |       |       | 2000   |   |

## Faza finałowa

### Mecz o 11 miejsce
| Data  | Godz. | Drużyna 1 | Wynik | Drużyna 2 | 1     | 2     | 3     | 4 | 5 | Widzów | * |
| ----- | ----- | --------- | ----- | --------- | ----- | ----- | ----- | - | - | ------ | - |
| 08.07 | 14:00 | Meksyk    | 3:0   | Kostaryka | 25:17 | 25:16 | 25:20 |   |   |        |   |

### Mecze o miejsca 5-10
| Data  | Godz. | Drużyna 1 | Wynik | Drużyna 2         | 1     | 2     | 3     | 4     | 5 | Widzów | * |
| ----- | ----- | --------- | ----- | ----------------- | ----- | ----- | ----- | ----- | - | ------ | - |
| 08.07 | 16:00 | Kolumbia  | 3:0   | Trynidad i Tobago | 25:21 | 25:17 | 25:17 |       |   | 300    |   |
| 08.07 | 16:00 | Peru      | 1:3   | Wenezuela         | 27:25 | 30:32 | 18:25 | 20:25 |   | 250    |   |

### Mecz o 9 miejsce
| Data  | Godz. | Drużyna 1         | Wynik | Drużyna 2 | 1     | 2     | 3     | 4 | 5 | Widzów | * |
| ----- | ----- | ----------------- | ----- | --------- | ----- | ----- | ----- | - | - | ------ | - |
| 09.07 | 16:00 | Trynidad i Tobago | 0:3   | Peru      | 21:25 | 13:25 | 16:25 |   |   | 350    |   |

### Mecze o miejsca 5-8
| Data  | Godz. | Drużyna 1 | Wynik | Drużyna 2 | 1     | 2     | 3     | 4     | 5    | Widzów | * |
| ----- | ----- | --------- | ----- | --------- | ----- | ----- | ----- | ----- | ---- | ------ | - |
| 09.07 | 14:00 | Kolumbia  | 2:3   | Argentyna | 18:25 | 25:23 | 25:21 | 25:27 | 8:15 | 100    |   |
| 09.07 | 16:00 | Wenezuela | 0:3   | Kanada    | 20:25 | 16:25 | 22:25 |       |      |        |   |

### Mecz o 7 miejsce
| Data  | Godz. | Drużyna 1 | Wynik | Drużyna 2 | 1     | 2     | 3     | 4     | 5 | Widzów | * |
| ----- | ----- | --------- | ----- | --------- | ----- | ----- | ----- | ----- | - | ------ | - |
| 10.07 | 14:00 | Kolumbia  | 3:1   | Wenezuela | 25:19 | 20:25 | 25:17 | 25:13 |   | 150    |   |

### Mecz o 5 miejsce
| Data  | Godz. | Drużyna 1 | Wynik | Drużyna 2 | 1     | 2     | 3     | 4 | 5 | Widzów | * |
| ----- | ----- | --------- | ----- | --------- | ----- | ----- | ----- | - | - | ------ | - |
| 10.07 | 16:00 | Argentyna | 3:0   | Kanada    | 25:21 | 25:23 | 25:23 |   |   | 400    |   |

### Ćwierćfinały
| Data  | Godz. | Drużyna 1 | Wynik | Drużyna 2 | 1     | 2     | 3     | 4     | 5     | Widzów | * |
| ----- | ----- | --------- | ----- | --------- | ----- | ----- | ----- | ----- | ----- | ------ | - |
| 08.07 | 18:00 | Kuba      | 3:2   | Kanada    | 21:25 | 25:18 | 25:16 | 21:25 | 16:14 | 1000   |   |
| 08.07 | 20:00 | Portoryko | 3:0   | Argentyna | 25:11 | 25:13 | 25:18 |       |       | 1500   |   |

### Półfinały
| Data  | Godz. | Drużyna 1         | Wynik | Drużyna 2 | 1     | 2     | 3     | 4     | 5 | Widzów | * |
| ----- | ----- | ----------------- | ----- | --------- | ----- | ----- | ----- | ----- | - | ------ | - |
| 09.07 | 18:00 | Stany Zjednoczone | 1:3   | Portoryko | 20:25 | 25:21 | 17:25 | 20:25 |   | 2500   |   |
| 09.07 | 20:00 | Dominikana        | 3:0   | Kuba      | 25:11 | 25:22 | 25:21 |       |   | 6000   |   |

### Mecz o 3 miejsce
| Data  | Godz. | Drużyna 1         | Wynik | Drużyna 2 | 1     | 2    | 3     | 4    | 5 | Widzów | * |
| ----- | ----- | ----------------- | ----- | --------- | ----- | ---- | ----- | ---- | - | ------ | - |
| 10.07 | 15:00 | Stany Zjednoczone | 3:1   | Kuba      | 20:25 | 25:9 | 25:15 | 25:9 |   | 2000   |   |

### Finał
| Data  | Godz. | Drużyna 1 | Wynik | Drużyna 2  | 1     | 2     | 3     | 4     | 5    | Widzów | * |
| ----- | ----- | --------- | ----- | ---------- | ----- | ----- | ----- | ----- | ---- | ------ | - |
| 10.07 | 17:00 | Portoryko | 2:3   | Dominikana | 25:23 | 19:25 | 25:20 | 21:25 | 6:15 | 6000   |   |

## Klasyfikacja końcowa
| Miejsce | Reprezentacja     |
| ------- | ----------------- |
| złoto   | Dominikana        |
| srebro  | Portoryko         |
| brąz    | Stany Zjednoczone |
| 4.      | Kuba              |
| 5.      | Argentyna         |
| 6.      | Kanada            |
| 7.      | Kolumbia          |
| 8.      | Wenezuela         |
| 9.      | Peru              |
| 10.     | Trynidad i Tobago |
| 11.     | Meksyk            |
| 12.     | Kostaryka         |

## Nagrody indywidualne
| MVP               | Najlepsza punktująca | Najlepsza rozgrywająca | Najlepsze skrzydłowe              | Najlepsza atakująca | Najlepsza zagrywająca | Najlepsze środkowe             | Najlepsza libero | Najlepsza broniąca | Najlepsza przyjmująca |
| ----------------- | -------------------- | ---------------------- | --------------------------------- | ------------------- | --------------------- | ------------------------------ | ---------------- | ------------------ | --------------------- |
| Brayelin Martínez | Kenny Moreno         | Alexandra Muñoz        | Madison Kingdon Brayelin Martínez | Karina Ocasio       | Micha Hancock         | Annerys Vargas Rhamat Alhassan | Brenda Castillo  | Brenda Castillo    | Brenda Castillo       |